# Siegendorfer Pußta und Heide
Siegendorfer Pußta und Heide este o arie protejată (arie specială de conservare — SAC, sit de importanță comunitară — SCI) din Austria întinsă pe o suprafață de 27,86 ha, integral pe uscat.

## Localizare
Centrul sitului Siegendorfer Pußta und Heide este situat la coordonatele 47°46′50″N 16°35′00″E / 47.7806°N 16.5833°E.

## Înființare
Situl Siegendorfer Pußta und Heide a fost declarat sit de importanță comunitară în iunie 1998 pentru a proteja 2 specii de plante și 4 specii de animale. Situl a fost protejat și ca arie specială de conservare în iunie 2008.

## Biodiversitate
Situată în ecoregiunea continentală, aria protejată conține 8 habitate naturale: Stepe și mlaștini sărate panonice, Formațiuni de Juniperus communis pe lande sau pajiști calcaroase, Pajiști uscate seminaturale și facies de acoperire cu tufișuri pe substraturi calcaroase (Festuco-Brometalia) (* situri importante pentru orhidee), Pajiști stepice subpanonice, Stepe panonice nisipoase, Pajiști cu Molinia pe soluri calcaroase, turboase sau argilos-nămoloase (Molinion caeruleae), Păduri aluvionare cu Alnus glutinosa și Fraxinus excelsior (Alno-Padion, Alnion incanae, Salicion albae), Păduri panonice cu Quercus petraea și Carpinus betulus.
La baza desemnării sitului se află mai multe specii protejate:
- plante (2): Cirsium brachycephalum, sisinei (Pulsatilla grandis)
- păsări (2): sfrâncioc roșiatic (Lanius collurio), silvie porumbacă (Sylvia nisoria)
- amfibieni (1): buhai de baltă cu burta roșie (Bombina bombina)
- mamifere (1): popândău (Spermophilus citellus)

Pe lângă speciile protejate, pe teritoriul sitului au mai fost identificate 27 de specii de plante, 1 specie de păsări, 1 specie de reptile.